# Îles Phélipeaux et Pontchartrain

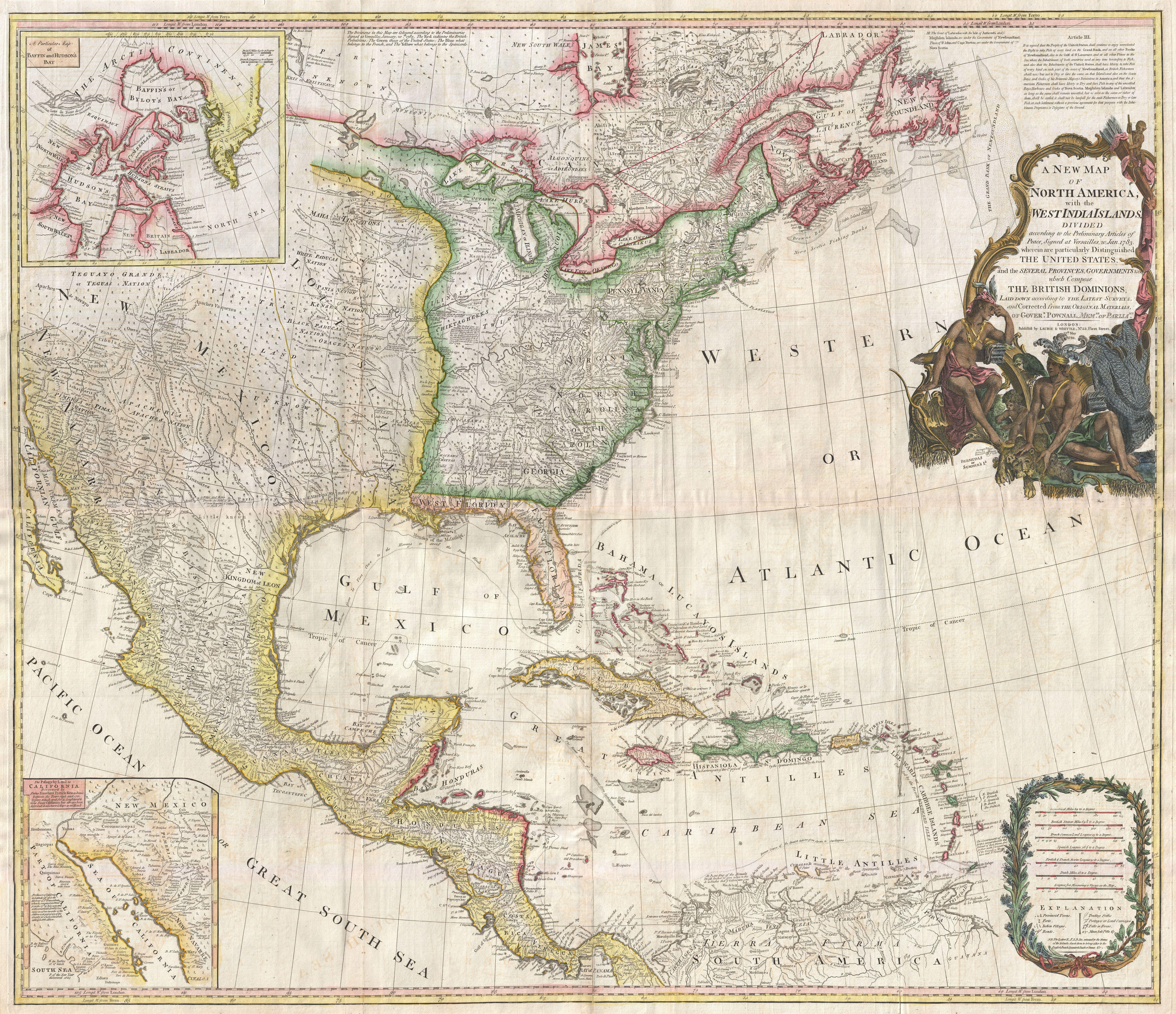
Carte de 1794 montrant encore les îles Phélipeaux et Pontchartrain sur le Lac Supérieur.

L'Isle Phelipeaux (ou Île Philippaux) et l'Isle Pontchartrain sont des îles fantômes sur le Lac Supérieur qui étaient autrefois indiquées sur certaines cartes comme la carte Mitchell au XVIIIe siècle qui situait ces îles entre la Péninsule de Keweenaw et l'Isle Royale. 
Bien qu'inexistante, l'île Phelipeaux a été mentionnée en 1783 dans le Traité de Paris qui a mis fin à la Guerre d'indépendance des États-Unis. Une partie de la frontière entre les États-Unis et les colonies de la Grande-Bretagne au Canada a été décrite comme passant « par le Lac supérieur au nord des îles royales et Phelipeaux jusqu'au Lac Long ».  L'île Phelipeaux était apparue pour la première fois sur une carte établie par le cartographe Bellin en 1744. Elle a continué à être représentée sur des cartes du Lac supérieur pendant de nombreuses années, y compris sur la carte Mitchell utilisée lors des entretiens de paix de Paris, en 1783. 
Pendant les années 1820, quand on a essayé de fixer la frontière entre le Canada et les États-Unis du Lac des Bois au Lac supérieur, on a alors découvert que l'île Phelipeaux n'existait pas et on ne pouvait pas déterminer quelle eau superficielle avait été signifiée par le Lac long référencé dans le traité.
Une raison probable donnée pour l'apparition sur des cartes de cette île ainsi que l'île Pontchartrain, également fantôme, était d'attirer la faveur de ministre du gouvernement  français (1643-1727) Louis Phélypeaux de Pontchartrain, marquis de La Vrillière, comte de Pontchartrain afin de pouvoir financer des voyages d'exploration supplémentaires.